# Norman Whiteside
Norman Whiteside (født 7. maj 1965 i Belfast) er en forhenværende fodboldspiller fra Nordirland.
Er den yngste spiller til, at optræde ved et fodbold VM (Spanien), der i en alder af 17 år og 41 dage, den 17. juni 1982 på La Romareda (Zaragoza) debuterede for Nordirland i kampen mod Jugoslavien.
Spillede i tidsrummet 1982-1989, 274 kampe (67 mål) for Manchester United F.C. og 1989-1991, 35 kampe (13 mål) for Everton F.C.
Han blev sammenlignet med og kaldt den “nye” George Best, men måtte i en alder af blot 26 år (1991) indstille sin karriere på baggrund af en knæskade.